# 鈴木智尋
鈴木 智尋（すずき ともひろ、1977年1月1日 - ）は、日本の脚本家。東京都出身。愛称は「ズッキーニ」「モヒート」。

## 人物
自らを宮大工のような存在と位置づけ、原作に忠実なアニメ化を心がけている。一方オリジナルの作品では、登場人物の設定と話の内容に齟齬が生じないように注意を払いつつ、その中でいかに遊べるか、観客に楽しんでもらえるかを常に心がけて執筆している。

## 参加作品

### テレビアニメ
2011年
- TIGER & BUNNY（脚本）

2015年
- ワンパンマン（シリーズ構成・脚本）
- ルパン三世 PART4（2015年 - 2016年、脚本）

2017年
- ACCA13区監察課（シリーズ構成・脚本）

2018年
- DOUBLE DECKER! ダグ&キリル（シリーズ構成・脚本）

2019年
- ブギーポップは笑わない（シリーズ構成・脚本）
- ワンパンマン（第2期、シリーズ構成・脚本）

2023年
- 葬送のフリーレン（2023年 - 2024年、シリーズ構成・脚本）

2024年
- ネガポジアングラー（シリーズ構成・脚本）

2025年
- ワンパンマン（第3期、シリーズ構成）

2026年
- 葬送のフリーレン（第2期、シリーズ構成・脚本）

### 劇場アニメ
- 聖闘士星矢 Legend of Sanctuary（2014年、脚本）

### OVA
- ACCA13区監察課 Regards（2020年、脚本[6]）

### テレビドラマ
2008年
- ロス:タイム:ライフ（脚本）

2009年
- チャンス!〜彼女が成功した理由〜（脚本）

2010年
- 豆腐姉妹（脚本）